# Resolució 1811 del Consell de Seguretat de les Nacions Unides
La Resolució 1811 del Consell de Seguretat de les Nacions Unides fou adoptada per unanimitat el 29 d'abril de 2008. Condemnant els fluxos d'armes i material a Somàlia com a amenaça greu per a la pau i l'estabilitat en aquest país, el Consell va reiterar la seva intenció de considerar mesures específiques per millorar la implementació i el compliment de l'embargament d'armes a Somàlia, i va estendre per sis mesos el mandat del grup encarregat de controlar aquestes mesures.
El Consell va establir per primera vegada l'embargament d'armes sobre el lliurament d'armes i equip militar a Somàlia, de conformitat amb la resolució 733 (1992) del Consell, amb esmenes posteriors. En virtut del Capítol VII de la Carta de les Nacions Unides demana al Grup de Seguiment de Somàlia que segueixi investigant, en coordinació amb els organismes internacionals pertinents, les violacions de la prohibició d'armes, mitjans de transportar armes il·lícites i activitats que generin ingressos per finançar compres d'armes i formular recomanacions al respecte.
En altres termes, el Consell va demanar al Grup de seguiment que treballés estretament amb el Comitè del Consell establert en virtut de la resolució 751 (1992) sobre l'embargament i presentés a través d'aquest l'informe final del Grup, com a màxim, 15 dies abans de la finalització del seu mandat.